# P70-S6 كيناز 1
بروتين كيناز S6 الريبوسومي بيتا-1 (S6K1)، المعروف أيضًا باسم P70-S6 كيناز (P70S6K ، P70-S6K)، هو إنزيم (كيناز بروتين) يُشفر في الإنسان بواسطة جين RPS6KB1. هو كيناز البروتين المختص بالسيرين/ثريونين يعمل في عكس اتجاه مسار فوسفاتيديلينوسيتول-ثلاثي الفوسفات (PIP3) وكيناز-1 المعتمد على الفوسفوينوسيتيد في مسار إنزيم فوسفوينوسيتيد 3 كيناز. كما يشير الاسم، فإنه يستهدف ركيزة مكون الوحدة الصغرى 40S للريبوسوم (بروتين الريبوسوم s6). فسفرة بروتين الريبوسوم s6 يعزز تخليق البروتين في الريبوسوم.
فسفرة بروتين كيناز S6 الريبوسومي بيتا-1 (S6K1) في ثريونين 389 (أي عند الموقع 389 من تسلسل الأحماض الأمينية حيث يوجد الثريونين، وهو حمض أميني محدد) كعلامة على التفعيل بواسطة كيناز هدف الثدييات من الراباميسين ( يُعرف اختصارًا mTOR)، وارتبط ذلك بتثبيط الالتهام الذاتي في حالات مختلفة. قد تشمل هذه الحالات اختلافات في نوع الخلايا، الظروف البيئية، أو الأمراض المحددة التي تمت دراستها.
```
ومع ذلك، تشير العديد من الدراسات الحديثة إلى أن نشاط بروتين كيناز S6 الريبوسومي بيتا-1 (S6K1) يلعب دورًا أكثر إيجابية في زيادة الالتهام الذاتي، أي أنه يمكن أن يعزز أو يزيد من هذه العملية في بعض الظروف.
[
6
]
[
7
]
```

## الاكتشاف
بروتين كيناز S6 الريبوسومي بيتا-1 (S6K1) ينتمي إلى عائلة الإنزيمات كينازات البروتين المختص بالسيرين/ثريونين تسمى AGC (تضم كيناز البروتين A، كيناز البروتين C وكيناز البروتين G). هذه العائلة من الكينازات تعمل على تحفيز فسفرة الأحماض الأمينية السيرين والثريونين في البروتينات الهدف، مما يؤدي إلى تنظيم وتفعيل عدة عمليات حيوية داخل الخلية. تم اكتشاف بروتين كيناز S6 الريبوسومي بيتا-1 (S6K1) لأول مرة في استخراجات من خلايا ليفية يافعة من نوع 3T3 في طور السكون التي تم تحفيزها للتكاثر باستخدام عامل نمو البشرة أو سيروم الدم (هو عبارة عن بلازما الدم منزوعة منه عوامل التخثر)، في مختبر جورج توماس عام 1987.

## الوظيفة
يشفر هذا الجين عضوًا في عائلة S6K من كينازات البروتين المختص بالسيرين/ثريونين، والتي تحفز فسفرة عدة مواقع من بروتين S6 الريبوسومي. يؤدي نشاط الكيناز لهذا البروتين إلى زيادة تخليق البروتين وتكاثر الخلايا. تمت ملاحظة تضاعف منطقة الحمض النووي التي تشفر هذا الجين وفرط التعبير (زيادة غير طبيعية في كمية أو نشاط البروتين المشفر بواسطة الجين، أو في بعض الأحيان زيادة في عدد النسخ الجينية للجين نفسه) عن هذا الكيناز في بعض خطوط خلايا سرطان الثدي، مما يعني أن هذا الكيناز يتم إنتاجه بكميات أكبر من المعتاد أو أن لديه نشاط أكبر من المعتاد.

## الأهمية السريرية

### السمنة
تثبيط بروتين S6K1، أو نقصه، يبطئ تكوين الخلايا الدهنية عن طريق تعطيل وتباطؤ المرحلة الأولية في تكوين الدهون قبل تمايز الخلية الميلانية إلى خلية شحمية. يمكن أن يكون لهذه الدراسة تأثيرات على علاج السمنة. نقص بروتين كيناز S6 الريبوسومي بيتا-1 (S6K1) في الفئران يظهر مقاومة للسمنة الناجمة عن العمر والناجمة عن النظام الغذائي، مما يكشف عن دور التفاعل بين بروتين كيناز S6 الريبوسومي بيتا-1 (S6K1) وكيناز هدف الثدييات من الراباميسين (mTOR) في التحكم في وزن جسم الإنسان وتوازن الطاقة.

### السرطان
تم ربط الإشارات غير المنظمة عبر بروتين كيناز S6 الريبوسومي بيتا-1 (S6K1) بأنواع مختلفة من السرطانات، حيث تُظهر الجزيئات التي تنقل الإشارات قبل وصولها إليه طفرات أو نمو غير الطبيعي ومفرط في الأورام. هذه التغييرات قد تؤدي إلى تنشيط غير طبيعي لبروتين كيناز S6 الريبوسومي بيتا-1 (S6K1)، مما يسهم في عمليات نمو وانتشار الخلايا السرطانية. تشير هذه التغييرات إلى أن هذه الجزيئات تعمل كجينات ورميو مسببة للسرطان. كما يلعب دورًا هامًّا في هجرة الخلايا السرطانية عبر تنظيم بروتينات مهمة مثل بروتين سيكلين دي 1، بروتين موت الخلية المبرمج 4 (PDCD4) وبيتا-كاتينين. وبالإضافة إلى ذلك، يساهم في نمو الأورام وتكوّن الأوعية الدموية الجديدة من خلال التعبير الجيني للعامل الأول المحفز بنقص الأكسجين الوحدة الفرعية ألفا (HIF-1-alpha) وعامل النمو البطاني الوعائي.

## تفاعلات
وجد أن بروتين كيناز S6 الريبوسومي بيتا-1 (S6K1) يتفاعل مع:
- COASY,[25]
- CSNK2B,[26]
- EIF3B,[27]
- KIAA1303,[28][29][30][31]
- MTOR,[32][33][34][35][36][37][38][39][40][41][42][43][44]
- POLDIP3,[45]
- PPP2R2A,[46][47]
- RBX1,[48]
- UBC.[48]

## روابط خارجية
- نظرة شاملة على جميع المعلومات الهيكلية المتاحة في بنك بيانات البروتينات (PDB) لـقاعدة البيانات يونيبروت (UniProt): P23443 (بروتين كيناز S6 الريبوسومي بيتا-1) في بنك بيانات البروتين في أوروبا (PDBe-KB).